# Rico Bearman
Rico Bearman (* 31. Juli 2003 in Auckland) ist ein neuseeländischer Radrennfahrer, der im BMX-Rennsport aktiv ist.

## Sportlicher Werdegang
Bearman stammt aus North Harbour in der Nähe von Auckland. Er fing im Alter von vier mit dem BMX-Fahren an und gewann sogleich in seiner Altersklasse bei den Landesmeisterschaften. 2012 gelangte er in die Nachrichten, als er bei der Challenge am Rande der BMX-Rennsport-Weltmeisterschaften in Birmingham den Sieg holte, nachdem ihm kurz zuvor das Rad gestohlen worden war. Es wurde einige Monate später wiedergefunden, und Bearman schenkte es einem örtlichen BMX-Club. Insgesamt erzielte Bearman bis 2019 fünf Siege in der World Challenge.
2021, in seinem zweiten Jahr als Junior, gewann Bearman die neuseeländischen Meisterschaften und stand im Finale der Weltmeisterschaften, wo er Sechster wurde. 2023 trat er bei den Landesmeisterschaften in der Elite an, obwohl er eigentlich noch in der U23 startberechtigt war, und gewann auch dort den Titel. Anschließend dominierte er mit sechs Siegen in neun Rennen den U23-Weltcup und gewann die U23-Gesamtwertung. Anfang 2024 verteidigte er seinen Landesmeistertitel. Bei den Weltmeisterschaften im Mai 2024 trat er erstmals in der Elite an und kam auf Anhieb ins Finale, wo er den sechsten Platz erzielte. Im olympischen BMX-Rennen 2024 erreichte er das Halbfinale und wurde Elfter.

## Erfolge
2021
 Neuseeländischer Meister (Junioren)
2022
zwei Siege im Weltcup (U23)
2023
 Neuseeländischer Meister
 Weltmeisterschaften (U23)
Gesamtwertung und sechs Siege im Weltcup (U23)
2024
 Neuseeländischer Meister